# 莫納斯特羅克 (利維夫區)
50°9′45″N 23°37′3″E / 50.16250°N 23.61750°E
莫納斯特羅克（羅馬化：Monastyrok）是烏克蘭西部的村莊，隸屬利維夫州的利維夫區。該村處於莫先卡河畔，始建於1720年，面積21.16平方公里，海拔高度266米，2001年人口982。